# ردا (رمان)
ردا (به انگلیسی: The Robe) رمانی تاریخی است که توسط لوید سی. داگلاس، نویسندهٔ اهل ایالات متحده آمریکا نوشته شده‌است.